# Montes Agricola
Montes Agricola – wydłużone pasmo górskie w pobliżu wschodniej krawędzi środkowej części Oceanus Procellarum. Leży tuż na północny zachód od wyżyny, na której leżą kratery Herodot i Arystarch.
Montes Agricola mają współrzędne selenograficzne ☾ 29,1°N 54,2°W/29,100000 -54,200000 i ciągną się przez 141 km. Pasmo to długi, wąski grzbiet, bardziej poszarpany tylko na północno-wschodnim końcu. Wznosi się bardziej też na południowo-zachodnim krańcu. Nikły ślad wyrzuconego materiału skalnego ciągnie się wzdłuż gór na północy. Dwudziestokilometrowa przerwa między łańcuchem a płaskowyżem na południu jest zakryta rzeką bazaltowej lawy. Blisko północnej części gór znajduje się Dorsum Niggli.
Nazwa gór upamiętnia Georgiusa Agricolę.